# 이영관 (1888년)
이영관(李榮琯, 1888년 6월 ~ ?)은 일제강점기의 경찰 출신 기업인이다.

## 생애
평안남도 성천군 출신이다. 한일 병합 조약 체결 후인 1912년에 일본 정부로부터 한국병합기념장을 수여받는 등, 일제 강점기 초기에 조선총독부 소속 경찰로 일했다.
1914년에 총독부 경부로 승진하였고, 평안남도 경무부 소속으로 평남 온천군의 광양만경찰서에서 근무하였다. 1919년에는 진남포의 진남포경찰서에서 경부로 일했다.
1920년대에는 경찰에서 은퇴하고 기업인으로 전업하였다. 1926년에 운수 기업인 평안운수주식회사 전무취체역, 1932년에 농산물 상거래 업체인 서선미곡주식회사 전무취체역 등을 지냈다.
평안남도 진남포를 중심으로 이 지역 유지로도 활동했다. 진남포부 학교평의원회에서 평의원을 맡았다. 1929년의 학교평의원회 예산 심의에서 일본인 훈도 숫자를 줄이고 그 예산으로 고등과를 설치할 것을 주장한 바 있다.
2008년 공개된 민족문제연구소의 친일인명사전 수록예정자 명단 중 경찰 부문에 포함되었다.

## 참고자료
- 이영관(李榮琯) - 국사편찬위원회